# Cornelis Pietersz. Spaans
Cornelis Pietersz. Spaans (Avenhorn, 2 februari 1831 - aldaar, 19 april 1902) was een Nederlands politicus.
Hij was veerschipper en veehouder in zijn geboorteplaats Avenhorn. Van 1882 tot 1902 was hij burgemeester van deze plaats annex gemeente.
Zijn vader Pieter Cornelisz. Spaans was eerder eveneens burgemeester van Avenhorn.